# Won Jun-Ho
Won Jun-Ho (22 de abril de 1986) es un deportista surcoreano que compitió en esgrima, especialista en la modalidad de sable. Ganó una medalla de bronce en el Campeonato Mundial de Esgrima de 2013 en la prueba por equipos.

## Palmarés internacional
| Campeonato Mundial | Campeonato Mundial | Campeonato Mundial | Campeonato Mundial |
| Año                | Lugar              | Medalla            | Prueba             |
| ------------------ | ------------------ | ------------------ | ------------------ |
| 2013               | Budapest (Hungría) | Medalla de bronce  | Sable por equipos  |